# Estado Mayor Conjunto de las Fuerzas Armadas Argentinas
Estado Mayor Conjunto de las Fuerzas Armadas Argentinas (acronimo: EMCFFAA; italiano: Stato maggiore generale delle Forze Armate Argentine) è l'organismo responsabile dell'uso dei mezzi militari in tempo di pace. Esercita il controllo delle funzioni sullo stato maggiore delle forze armate del paese (esercito argentino, aeronautica argentina e marina argentina) e il controllo delle operazioni che le forze armate svolgono nelle missioni loro assegnate.

## Missione
Lo Stato maggiore delle forze armate è il massimo organo militare la cui missione è assistere e consigliare il ministro della difesa in materia di strategia militare e attuare una pianificazione militare strategica, al fine di contribuire in coordinamento con le altre forze nazionali, al sistema di difesa nazionale.
Tra i suoi obiettivi vi è lo svolgimento di operazioni in tempo di pace, specifiche, congiunte o combinate, per le quali ha il controllo funzionale delle forze armate, ed ha anche l'autorità di disporre di detti mezzi conformemente alla pianificazione, e formula dottrine comuni, diagrammi di pianificazione militare congiunta, addestramento militare congiunto diretto e controllo della pianificazione operativa strategica e dell'efficacia delle azioni delle forze armate.

## Struttura organica
Il capo di stato maggiore delle forze armate, su delega del presidente della Nazione, comandante in capo delle forze armate, riferisce al ministro della difesa e mantiene un rapporto funzionale con i capi di stato maggiore delle forze armate con le finalità di un'azione militare congiunta a livello interforze.
La struttura funzionale organica dei capi di stato maggiore delle forze armate è regolata dalla delibera n. 100/2019 del Ministero della difesa, del 17 gennaio 2019.
Lo stato maggiore delle forze armate ha sede nell'edificio del Libertador General San Martín nel quartiere di Monserrat nella città autonoma di Buenos Aires.
La struttura principale dello Stato maggiore delle forze armate argentine è la seguente:
- Jefatura del Estado Mayor Conjunto de las Fuerzas Armadas (JEMCFFAA; italiano: Capo dello stato maggiore delle forze armate)
  - Dipendenze dirette del JEMGE
  - Sottocapo di Stato maggiore forze armate (SUBJEMCFFAA)
    - Dipendenze dirette del SUBJEMCFFAA

  - Comando operativo delle forze armate (COFFAA)
    - Dipendenze dirette del COFFAA

  - Comando interforze di difesa informatica (CCCD)[5]

### Enti alle dipendenze dirette del Capo di stato maggiore delle forze armate
- Segretario generale

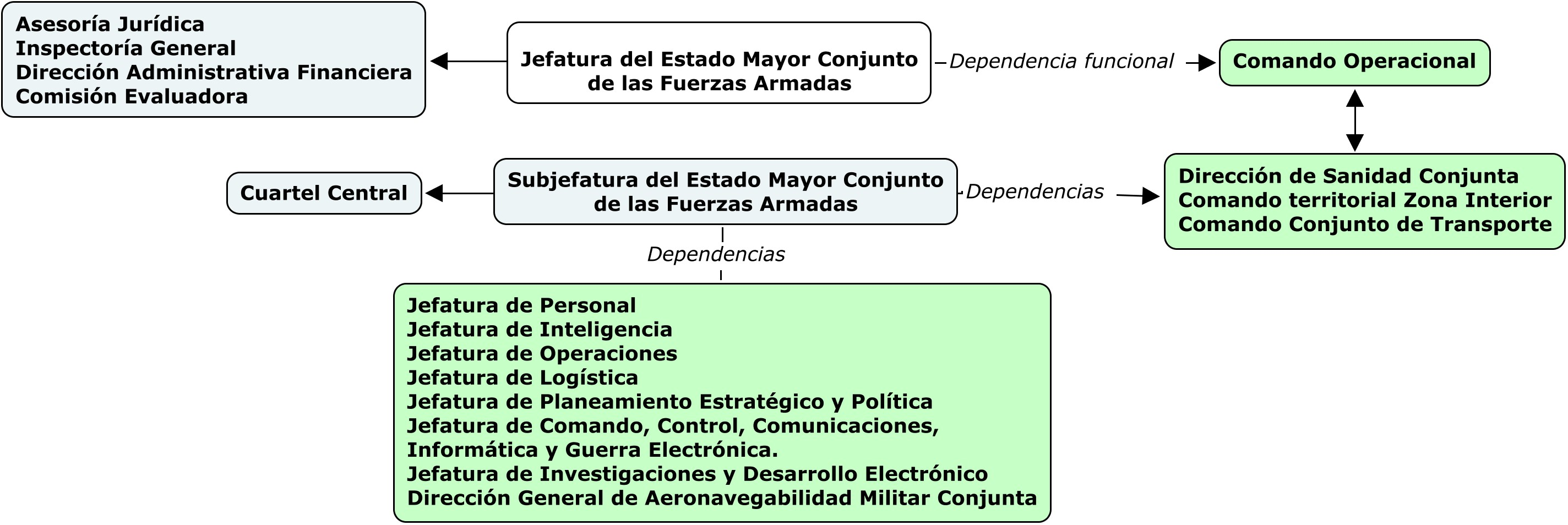
Organigramma dello Stato maggiore delle Forze armate argentine in vigore fino al 17 gennaio 2019

- Dipartimento pianificazione e bilancio
- Dipartimento cerimoniale e di protocollo
- Dipartimento Stampa e Comunicazione Istituzionale
- Direzione amministrativa finanziaria
- Commissione di supervisione amministrativa
- Ispettorato Generale
- Direzione generale aerea interforze
- Ufficio legale

### Direzioni alle dipendenze dirette del Sottocapo di stato maggiore delle forze armate
- Segreteria di coordinamento
- Direzione generale dell'amministrazione
  - Vice generale per l'amministrazione
    - Direzione sanitaria[6]
    - Direzione volo aeronautica militare
    - Sede centrale dello stato maggiore
    - Direzione amministrativa e del personale
- Direzione generale dei Servizi di informazione
  - Vicedirezione generale dei Servizi di informazione
    - Dipartimento coordinamento dei Servizi di informazione
    - Dipartimento informazioni Difesa
    - Dipartimento misure di sicurezza del controspionaggio
- Direzione generale della pianificazione strategica
  - Vicedirezione generale per la pianificazione strategica
    - Centro di studi strategici
    - Direzione strategica per la pianificazione militare
    - Direzione Ricerca e Sviluppo
- Direzione generale della formazione, dell'addestramento e della dottrina
  - Vicedirezione generale della formazione, dell'addestramento e della dottrina militare
    - Direzione dell'addestramento e della formazione militare
    - Direzione della dottrina
    - Istituto dei servizi di informazione delle forze armate "Sergente maggiore don José Antonio Álvarez de Condarco" (IIFFAA)[7]
    - Scuola superiore di guerra interforze delle forze armate (ESGCFFAA)[8]
    - Federazione degli sport militari
- Direzione generale della logistica
  - Vicedirezione generale della logistica
    - Direzione pianificazione logistica
    - Direzione del coordinamento logistico
    - Divisione Gestione degli investimenti
- Direzione generale informatica e comunicazioni 
  - Vicedirezione generale informatica e comunicazioni 
    - Dipartimento pianificazione
    - Dipartimento sistemi di comunicazione della difesa
    - Dipartimento sicurezza delle informazioni
- Direzione generale degli Affari internazionali
  - Vicedirezione generale degli Affari internazionali
    - Dipartimento per le operazioni militari di pace[9]
    - Dipartimento degli affari internazionali
    - Dipartimento coordinamento interforze

## Comandi alle dipendenze dirette del comando operativo delle forze armate
- Comando aerospaziale intergorze
- Comando trasporto interforze
- Comando territoriale interforze della zona interna
- Comando interforze delle forze di operazioni speciali
- Comando antartico comune (COCOANTAR)
- Centro di formazione interforze argentino per le operazioni di pace (CAECOPAZ), alle dipendenza funzionale della direzione generale dell'addestramento, della formazione e della dottrina militare[10]

## Impiego di personale militare interforze
Il personale militare argentino interforze è impiegato in Antartide e in missioni di mantenimento della pace all'estero. La compagnia comunicazione interforze delle forze armate sotto il comando operativo delle forze armate ha la sua sede sede a Campo de Mayo.

## Operazioni di pace
Dal 1993 l'Argentina partecipa alla missione UNFICYP la forza di sicurezza delle Nazioni Unite a Cipro. La Fuerza de Tarea Argentina, la unità interforze che prende parte alla missione a Cipro ha la sua sede a Campo San Martín e Campo Roca e dispone anche di elicotteri e alcuni dei suoi ufficiali fanno parte dello stato maggiore della missione.
Nel 2020 l'Argentina ha anche osservatori nelle operazioni di pace MINURSO, nel Sahara Occidentale, UNTSO, in Israele e Siria, ) e MINUSCA nella Repubblica Centrafricana.
La forza di pace Cruz del Sur è una forza per il mantenimento della pace, composta da personale militare argentino e cileno, progettata per essere messa a disposizione dell'Organizzazione delle Nazioni Unite allo scopo di essere utilizzata nelle operazioni di manutenzione del la pace.

## Antartide
Il Comando antartico, il COCOANTAR, il Comando operativo interforze dell'Antartide, ha il compito di operare in modo permanente nell'area di interesse argentino dell'Antartide. Il decreto n. 368/2018 del 25 aprile 2018 ha posto COCOANTAR sotto la dipendenza organica e operativa permanente del Capo di stato maggiore delle forze armate attraverso il comando operativo delle forze armate. Il decreto stabiliva che le basi antartiche sia permanenti sia transitorie, e tutte le altre strutture saranno comuni tra le diverse forze armate, al fine di ottimizzare le risorse e dipenderanno organicamente dal COCOANTAR e le risorse aeronavali assegnate a ciascuna campagna sotto il controllo operativo del COCOANTAR.

## Elenco dei Capi di Stato Maggiore delle Forze Armate
| Nome                        | Grado               | distintivo di grado | Forza armata | Período                            |
| --------------------------- | ------------------- | ------------------- | ------------ | ---------------------------------- |
| Víctor Jaime Majó           | Teniente general    |                     | Ejército     | 29 gennaio 1949-1 ottobre 1950     |
| Aristóbulo Reyes            | Brigadier mayor     |                     | Fuerza Aérea | 6 ottobre 1950-22 dicembre 1952    |
| Carlos Garzoni              | Contraalmirante     |                     | Armada       | 23 dicembre 1952-31 dicembre 1954  |
| Ánjel Juan Manni            | General de división |                     | Ejército     | 1 gennaio 1955-8 ottobre 1955      |
| Benjamín Rattenbach         | General de división |                     | Ejército     | 20 dicembre 1955-17 ottobre 1956   |
| Francisco Imaz              | General de brigada  |                     | Ejército     | 18 ottobre 1956-6 dicembre 1956    |
| Heriberto Ahrens            | Brigadier general   |                     | Fuerza Aérea | 6 dicembre 1956-29 maggio 1958     |
| Vicente Barojan             | Contraalmirante     |                     | Armada       | 24 luglio 1958-23 luglio 1959      |
| Juan Bautista Picca         | General de brigada  |                     | Ejército     | 1 agosto 1959-20 gennaio 1963      |
| Carlos Bertoglio            | Brigadier mayor     |                     | Fuerza Aérea | 21 gennaio 1963-31 dicembre 1965   |
| Carlos Guido Coda           | Capitán de navío    |                     | Armada       | 31 dicembre 1965-21 dicembre 1966  |
| Jorge Alberto Boffi         | Vicealmirante       |                     | Armada       | 28 dicembre 1966-22 dicembre 1967  |
| José Jaime Toscano          | General de división |                     | Ejército     | 22 dicembre 1967-13 novembre 1969  |
| Ricardo Salas               | Brigadier mayor     |                     | Fuerza Aérea | 15 dicembre 1969-16 dicembre 1970  |
| Ezequiel Martínez           | Brigadier mayor     |                     | Fuerza Aérea | 1 marzo 1971-1 ottobre 1971        |
| Hermes Quijada              | Contraalmirante     |                     | Armada       | 22 dicembre 1971-3 novembre 1972   |
| Osvaldo Cacciatore          | Brigadier           |                     | Fuerza Aérea | 3 novembre 1972-19 febbraio 1973   |
| Carlos Álvarez              | Vicealmirante       |                     | Armada       | 19 febbraio 1973-12 giugno 1973    |
| Pablo Arati                 | Contraalmirante     |                     | Armada       | 12 giugno 1973-7 dicembre 1973     |
| Luis Betti                  | General de división |                     | Ejército     | 27 dicembre 1973-29 dicembre 1974  |
| Ernesto Della Croce         | General de división |                     | Ejército     | 30 dicembre 1974-21 maggio 1975    |
| Jorge Rafael Videla         | General de brigada  |                     | Ejército     | 4 luglio 1975-27 agosto 1975       |
| Eduardo Betti               | General de brigada  |                     | Ejército     | 9 settembre 1975-18 gennaio 1976   |
| Justo Guillermo Padilla     | Vicealmirante       |                     | Armada       | 19 gennaio 1976-22 febbraio 1977   |
| Julio Antonio Torti         | Contraalmirante     |                     | Armada       | 23 febbraio 1977-15 dicembre 1977  |
| Pablo Osvaldo Apella        | Contraalmirante     |                     | Armada       | 15 dicembre 1977-24 gennaio 1979   |
| José María Romero           | Brigadier           |                     | Fuerza Aérea | 25 gennaio 1979-31 dicembre 1979   |
| Horacio Tomás Liendo        | General de división |                     | Ejército     | 2 gennaio 1980-29 marzo 1981       |
| Llamil Reston               | General de división |                     | Ejército     | 30 marzo 1981-10 dicembre 1981     |
| Leopoldo Suárez del Cerro   | Vicealmirante       |                     | Armada       | 11 dicembre 1981-9 settembre 1982  |
| Carlos Alberto César Büsser | Contraalmirante     |                     | Armada       | 20 settembre 1982-15 dicembre 1983 |
| Julio Fernández Torres      | Teniente general    |                     | Ejército     | 16 dicembre 1983-7 marzo 1985      |
| Teodoro Guillermo Waldner   | Brigadier general   |                     | Fuerza Aérea | 8 marzo 1985-11 luglio 1989        |
| Emilio José Osses           | Almirante           |                     | Armada       | 12 luglio 1989-13 agosto 1992      |
| Andrés Antonietti           | Brigadier general   |                     | Fuerza Aérea | 1 settembre-30 novembre 1992       |
| Mario Cándido Díaz          | Teniente general    |                     | Ejército     | 30 novembre 1922-23 ottobre 1996   |
| Jorge Enrico                | Almirante           |                     | Armada       | 23 ottobre 1966-27 agosto 1997     |
| Carlos María Zabala         | Teniente general    |                     | Ejército     | 27 agosto 1997-9 dicembre 1999     |
| Juan Carlos Mugnolo         | Teniente general    |                     | Ejército     | 9 dicembre 1999-20 maggio 2003     |
| Jorge Alberto Chevalier     | Brigadier general   |                     | Fuerza Aérea | 20 maggio 2003-26 giugno 2013      |
| Luis María Carena           | Teniente general    |                     | Ejército     | 26 giugno 2013-26 gennaio 2016     |
| Bari del Valle Sosa         | Teniente general    |                     | Ejército     | 26 gennaio 2016-27 febbraio 2020   |
| Juan Martín Paleo           | General de brigada  |                     | Ejército     | 27 febbraio 2020-in carica         |